# Berg ten Houte
Berg ten Houte er en bakke i de Flamske Ardenner på grænsen mellem Schorisse og Ronse i Østflandern. Asfaltstigningen blev omlagt til brosten i 2018 på grund af dens dårlige tilstand.

## Cykelsport
Berg ten Houte har været inkluderet i Flandern Rundt 12 gange (1982-1990, 2021-2023). Stigningen blev i perioden 1982-1990 altid besteget mellem Taaienberg og Kouterberg, og derefter fulgte Eikenberg. I 1990 blev Kouterberg officielt nævnt i løbsbogen. I 2021 var Berg ten Houte den 10. stigning mellem Valkenberg og Kanarieberg.
Berg ten Houte er også inkluderet i E3 Harelbeke, senest i 2013. Fra 2019 er stigningen - nu belagt med brosten - inkluderet i Dwars door Vlaanderen. I 2022 inkluderes den for første gang i Kuurne-Bruxelles-Kuurne, og i 2023 var den igen en del af løbsruten.
I 2023 blev der opstillet en bænk med inskriptionen Sit and have a rest on my favourite climb til ære for tidligere cykelrytter og sportsdirektør Allan Peiper, som bor i Maarkedal.